# Lucius Cornelius Latinianus (Sohn)
Lucius Cornelius Latinianus war ein römischer Senator zur Zeit des Kaisers Hadrian.
Seine Laufbahn führte ihn von der prätorischen Statthalterschaft der Provinz Pannonia inferior über eine Legatur im Jahr 126 in der Provinz Pannonia superior bis zu einem Prokonsulat gegen Ende der Herrschaft Hadrians in der Provinz Asia. Eine Stelle in den Digesten (48,5,28,6) ist auf ihn zu beziehen.
In der älteren Forschung wurde dieser Cornelius Latinianus mit dem Statthalter Moesiens unter Trajan identifiziert. In der neueren Forschung, insbesondere durch Werner Eck und Peter Weiß, wird dieser jedoch als sein gleichnamiger Vater gesehen.